# Torre del Lliri
La torre del Lliri, també coneguda com a torre de Punta Giglio, torre Liri o torre Giglio, és una torre de guaita sarda situada dins del perímetre de la bateria de Punta del Lliri, al municipi de l'Alguer.

## Història
La torre es va construir a la primera meitat del segle xvi, però probablement va ser abandonada en el segle xviii.
Després de la Primera Guerra Mundial, la Regia Marina va construir una important bateria militar al voltant de l'antiga fortificació, que es va utilitzar durant la Segona Guerra Mundial; el 27 d'octubre de 1943, el Regio Esercito va prendre possessió del lloc, que va ser abandonat al final de la guerra.
El 2018, la Propietat de l’Estat va decidir recuperar la zona i va fer una licitació; el projecte guanyador, elaborat per la cooperativa d’elements Il Quinto, preveu la renovació de l’antiga caserna i els voltants amb finalitats d’allotjament i la transformació de l’antiga torre i les metralladores en un museu interactiu.